# Georg von Bradke
Georg Friedrich von Bradke (* 16. Maijul. / 27. Mai 1796greg. in Arensburg; † 3. Apriljul. / 15. April 1862greg.  in Dorpat) war ein deutsch-baltischer Offizier, Kurator der Kaiserlichen Universität Dorpat und Förderer des russischen Schulwesens.

## Leben
Georg von Bradke war Sohn des deutsch-baltischen Offiziers in russischen Diensten und späteren Provinzgouverneurs Friedrich Wilhelm von Bradke (1752–1819) und seiner Ehefrau Christine, geb. von Haack. Dem väterlichen Vorbild folgend, trat er früh in die russische Armee ein. Seiner Ausbildung in der Kadettenklasse des St. Petersburger Bergkorps von 1806 bis 1810 folgte eine Generalstabsausbildung und 1815 die Beförderung zum Offizier. Bradke wurde 1823 Oberquartiermeister der Militärsiedlungen und war von 1827 bis 1830 als Oberstleutnant Kommandeur der Siedlungen im Gouvernement Cherson. 1830 zum Oberst befördert, kommt es 1831 zu seiner Kriegsverwendung im polnischen Novemberaufstand.
1832 wechselte Georg von Bradke als Wirklicher Staatsrat in die Zivilverwaltung des Russischen Kaiserreichs. Er wurde in der Schulverwaltung eingesetzt und war zunächst bis 1838 als Kurator in Kiew tätig. Er stieg dann rasant auf, wurde 1839 als Direktor Mitglied des Konseils des Domänen-Ministeriums, 1841 Geheimer Rat und 1844 Senator (Mitglied des Staatsrats). Sowohl Zar Nikolaus I. wie auch sein Nachfolger Alexander II. schätzten ihn für Sonderaufgaben.
Mit dem Tod von Gustav Craffström wurde er als dessen Nachfolger 1854 Kurator der Kaiserlichen Universität Dorpat. Der mit dem Tod von Zar Nikolaus I. bewirkte Machtwechsel in Russland ermöglichte es ihm, als Kurator die verbotenen Studentenverbindungen wieder zuzulassen. Im Frühjahr 1855 erkannte er den Comment als Verfassung der Studentenschaft an und das Verbot des Farbentragens wurde aufgehoben. Bradke förderte auch das allgemeine Schulwesen der Ostseeprovinzen. Nach seinem Tod 1862 setzte sein Nachfolger Alexander Graf Keyserling als Kurator die Liberalisierung der Universität Dorpat weiter fort.

## Familie
Georg von Bradke heiratete 1825 in erster Ehe Rosette von Luce; aus dieser Ehe ging sein Sohn, der Geheimrat Emanuel von Bradke (1832–1918) hervor. Der Linguist Peter von Bradke war sein Sohn aus der 1852 geschlossenen zweiten Ehe mit Luise Lucie von Saß (1827–1861).

## Auszeichnungen
- Goldenes Schwert für Tapferkeit (1831)
- Sankt-Stanislaus-Orden, 1. Klasse/Großkreuz (6. Dezember 1834)
- Russischer Orden der Heiligen Anna
  - 1. Klasse (28. März 1836)
  - 1. Klasse mit der Krone (2. Dezember 1840)
- Orden des Heiligen Wladimir, 2. Klasse (12. Januar 1848)
- Kaiserlich-Königlicher Orden vom Weißen Adler (1855)
- Alexander-Newski-Orden (1857)